# Liste de jeux vidéo Ranma ½
La liste de jeux vidéo Ranma ½ répertorie les jeux vidéo basés sur la licence du manga du même nom. La plupart de ces jeux ne sont sortis qu'au Japon.

## Jeux à style différent
- Ranma ½, sorti uniquement en 1990 au Japon sur Game Boy.

genre de Bomberman.
- Ranma ½: Ougijaanken, sorti uniquement en 1995 au Japon sur Super Nintendo.

jeu à la Tetris.

## Jeux de rôle
- Ranma ½ : La Légende du Dragon (Hiryuu Densetsu), sorti en 1991 au Japon sur PC-98.

RPG
- Ranma ½: Netsuretsu Kakutouhen, sorti en 1992 au Japon sur Game Boy.

RPG à scrolling horizontal
- Ranma ½: Kakugeki Mondou, sorti en 1993 au Japon sur Game Boy.

scrolling horizontal suite du précédent
- Ranma ½: Hidden Treasures of the Crimson Cats (it) (Ranma ½: Akaneko-dan Teki Hihou), sorti le 22 octobre 1993 au Japon sur Super Nintendo.

premier RPG sur Super Nintendo.

## Jeux de combat

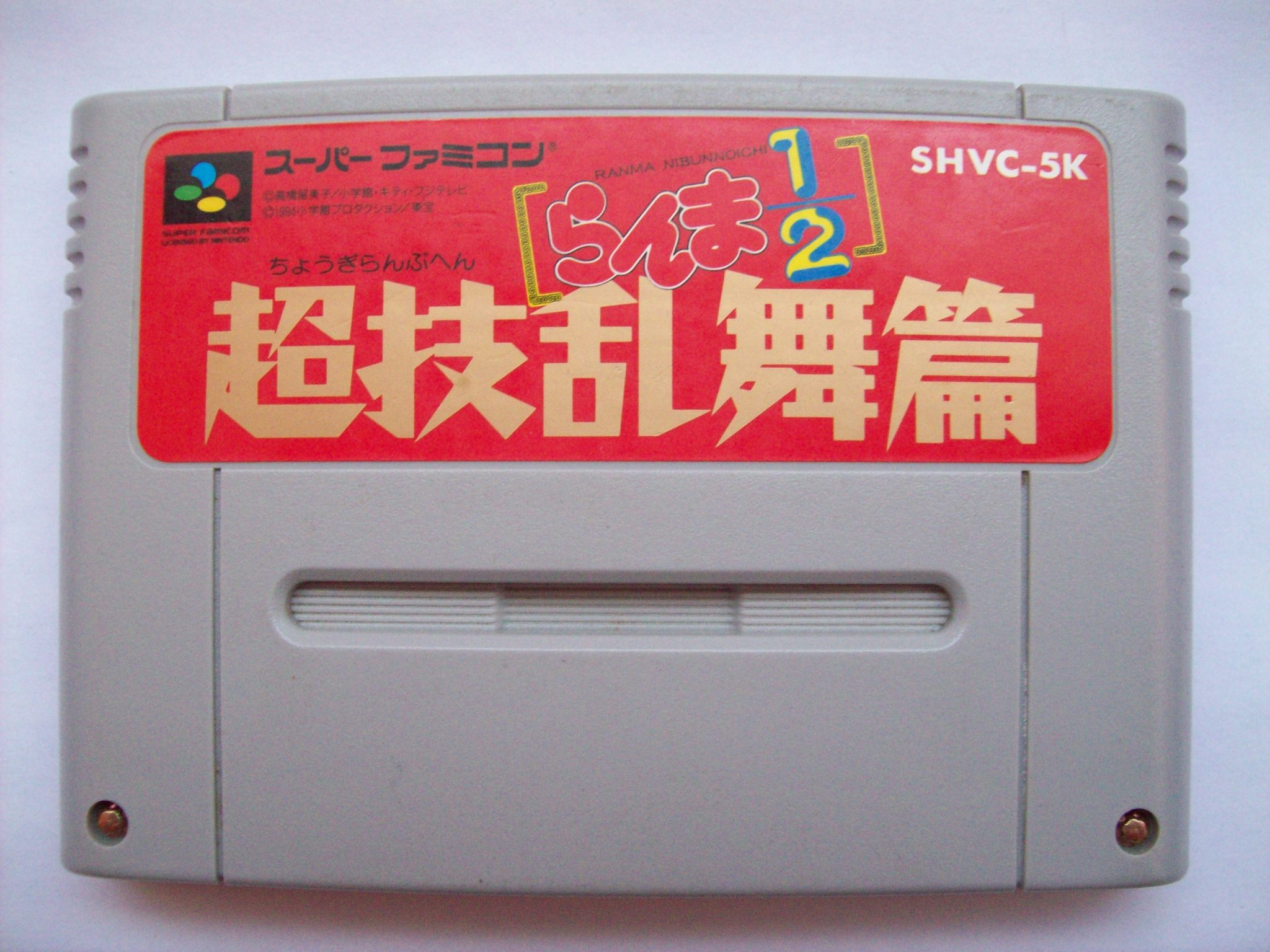
Cartouche du Jeu Chōgi Ranbu-hen.

- Ranma ½: Chōnai Gekitōhen, sorti le 27 mars 1992 sur Super Nintendo au Japon et Ranma ½: Neighborhood Combat aux États-Unis en avril 1993.
- Ranma ½: Hard Battle (Ranma ½: Bakuretsu Rantōhen), sorti le 25 décembre 1992 au Japon, le 12 novembre 1993 aux États-Unis et le 23 novembre 1993 en Europe sur Super Nintendo.

possède plus de combattants, de coups et de techniques que le jeu précédent. Il est le seul de la trilogie à être sorti en Europe.
- Ranma ½: Super Battle (it) (Ranma ½: Chogi Ranbuhen), sorti le 28 avril 1994 au Japon sur Super Nintendo.

certains personnages ont été ajoutés par rapport au jeu précédent, d'autres retirés.
- Ranma ½: Battle Renaissance (Ranma ½: Batoru Runessansu), sorti le 9 décembre 1996 au Japon sur PlayStation.

avec un moteur 3D.

### Beat them all
Légende : Beat them all (ou jeu de combat à progression) est le genre du jeu.
- Ranma ½ (Ranma Nibun no Ichi), sorti en décembre 1990 au Japon sur PC Engine.

scrolling horizontal.
- Ranma III : L'École originelle des arts martiaux sans merci (Datou Ganso Musabetsu Kakutou-ryuu!), sorti en décembre 1992 au Japon sur PC Engine.

avec des séquences animées, rencontre de divers personnages du manga.

## Visual novel
Légende : Visual novel (ou Roman vidéoludique) est le genre du jeu.
- Ranma II: Captive Brides (Toraware no Hanayome), sorti en décembre 1991 au Japon sur PC Engine.
- Ranma ½ Byakuran Aika (Byakuran Aika), sorti en décembre 1993 au Japon sur Mega-CD.